# Marlon Ayoví
Marlon Riter Ayoví Mosquera, conosciuto semplicemente come Marlon Ayoví (Guayaquil, 27 settembre 1971), è un ex calciatore ecuadoriano, di ruolo centrocampista.